# 뱀파이어 해결사 (영화)
《뱀파이어 해결사》(영어: Buffy the Vampire Slayer)는 1992년 개봉한 미국의 흡혈귀 코미디 영화이다. 프랜 루벨 커주이가 연출하고, 조스 휘던이 각본을 맡았다. 크리스티 스완슨이 제목의 주인공을 연기했으며, 그 외에 도널드 서덜랜드, 폴 루번스, 륏허르 하우어르, 루크 페리 등이 출연하였다.
이 영화는 1997년부터 2003년까지 방영된 동명의 텔레비전 시리즈를 낳았다.

## 줄거리
로스앤젤레스 헤머리 고등학교 치어리더 버피 서머스는 쇼핑 아니면 겉멋이 든 남자친구 제프리와 노는 데에만 관심이 있다.
어느 날 한 남자가 다가와 자신을 메릭이라고 소개하며 버피가 선택받은 자로 흡혈귀들을 죽이는 흡혈귀 사냥꾼이라고 주장한다. 메릭은 그런 버피를 이끌고 훈련시킬 책무가 있는 자이다. 버피는 처음엔 메릭을 부정하지만 곧 버피의 신체 능력은 평범한 인간을 뛰어넘는 수준으로 개화하기 시작한다.
버피와 메릭은 지역 흡혈귀 왕 로소스의 종 애밀린에게서 청년 올리버를 구하고, 올리버는 버피의 흡혈귀 사냥 파트너가 된다. 후에 메릭은 최면에 걸린 버피를 구하다가 로소스에게 살해된다.
버피는 지역에서 벌어지고 있는 상황을 친구들에게 설명하려고 하지만 철없는 친구들은 아무런 관심을 보이지 않는다. 어느 새 성숙해진 버피는 이기적인 친구들과 멀어진다.
졸업반 댄스 파티가 열리자 로소스는 수하의 흡혈귀들을 이끌고 학교를 공격하고, 버피와 로소스는 최후의 결전을 벌인다.

## 출연진
- 크리스티 스완슨 - 버피 서머스 역
- 도널드 서덜랜드 - 메릭 제이미슨스마이스 역
- 폴 루번스 - 애밀린 역
- 륏허르 하우어르 - 로소스 역
- 루크 페리 - 올리버 파이크 역
- 힐러리 스왱크 - 킴벌리 해나 역
- 데이비드 아켓 - 베니 잭스 역
- 랜들 배틴코프 - 제프리 크레이머 역
- 스티븐 루트 - 게리 머리 교장 역
- 너태샤 그레그슨 와그너 - 커샌드라 역
- 캔디 클라크 - 버피의 어머니 역
- 토머스 제인 - 제프 역
- 리즈 스미스[3] - 기자 역
- 벤 애플렉 - 농구 선수 역 (크레디트 미기재)
- 리키 레이크 - 샬럿 역 (크레디트 미기재)
- 세스 그린 - 흡혈귀 역 (크레디트 미기재)
- 알렉시스 아켓 - 흡혈귀 DJ 역 (크레디트 미기재)

## 우리말 녹음
MBC 성우진
- 성유진 - 버피(크리스티 스완슨)
- 김기현 - 메릭(도널드 서덜랜드)
- 이인성 - 애밀린(폴 루번스)
- 박일 - 로소스(륏허르 하우어르)
- 안지환 - 파이크(루크 페리)
- 권혁수
- 이우신
- 손원일
- 안장혁
- 우정신
- 조예신
- 최원형
- 박조호
- 변종필
- 안종덕
- 이진홍
- 김영선
- 박소라
- 엄현정
- 윤성혜
- 이철용